# 東政敏
東 政敏（ひがし まさとし、1974年4月29日 - ）は、宮崎県出身の元プロ野球選手（捕手）。

## 来歴・人物
日章学園高から、1992年のドラフト5位でオリックス・ブルーウェーブに入団。
一軍出場のないまま、2000年に現役引退。
引退後は、横浜DeNAベイスターズでチームスタッフ（ブルペン捕手）を務めている。
後にスコアラーへ転身。

## 詳細情報

### 年度別打撃成績
- 一軍公式戦出場なし

### 背番号
- 66 （1993年 - 2000年）
- 89 （2001年 - 2003年）
- 106 （2004年 - 2014年）
- 122 （2015年）